# Общество пароходства по Волге
«Общество пароходства по Волге» (краткое название — «По Волге» 1843 года) — одно из трёх крупнейших российских дореволюционных пароходств на Волге.
Пароходство обслуживало Волгу, Каму и другие реки волжского бассейна.
Надстройки пароходов «Общества пароходства по Волге» красились в белый цвет, а корпус и трубы — в чёрный. Кожухи гребных колёс украшались большой золочёной шестиконечной звездой в белом круге, а сам круг располагался в тёмном полукольце, которое размещали над названием судна.

## Основание общества
«Общество пароходства по Волге» было основано «санкт-петербургским иностранным гостем» Д. И. Кейли, санкт-петербургским купцом 1-й гильдии М. П. Кирилловым и калязинским купцом 1-й гильдии Д. М. Полежаевым 7 сентября 1843 года.
Общество учреждалось из складного капитала на паях, с первоначальным капиталом в 225 тыс. рублей серебром и делилось на 150 паев по 1500 рублей серебром. В общем собрании каждый участник имел один голос, у кого десять паев и более — два голоса.
Обществом в Голландии был заказан буксирный пароход мощностью 200 л.с., доставленный на Волгу в разобранном виде, где он был собрали под руководством мастера Варда. Пароход назвали «Волга» и выпустили на линию 15 мая 1846 г. Свой первый рейс «Волга» с баржей зерна совершила из Самары в Рыбинск.
Два новых рейса «Волги» с грузом в 245 тысяч пудов принесли обществу 13 тысяч рублей чистой прибыли. В следующую навигацию пароход перевёз в общей сложности 429 тысяч пудов, «заработав» владельцам 80 тысяч рублей..
В 1848 году общество приобрело в Голландии ещё два буксирных парохода: «Геркулес» — 250 л.с., «Самсон» — 200 л.с., а на следующий год ещё два парохода — «Кама» и «Ока».
Капитанами пароходов были европейцы: пароходами «Волга», «Геркулес» и «Самсон» командовали выписанные из Либавы штурманы Иоганн Иогансен, Теодор Иогансен и Адольф Баргстрем, пароходом «Москва» командовал швейцарец Андрей Каспарович Лейтцингер, пароходом «Криуши» — либавец Энгельке.

## Начало пассажирских перевозок
В 1850—1860 годах общество построило восемь пассажирских пароходов. Шесть из них были построены в Англии: «Царь», «Царица», «Царевна», «Царевич», «Государь», «Государыня». Собирались все пароходы в России, в Криушском затоне.
В 1859 году пароходами «Царь» и «Царица» открылась пассажирская линия Казань — Астрахань.

## Развитие пароходства в 1860—1918 годах

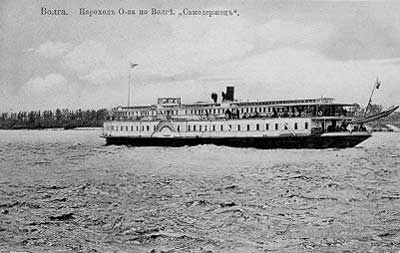
Пароход «Самодержец» Общества пароходства по Волге

В 1860 году на судостроительном заводе братьев Шиповых близ Костромы были построены ещё два парохода — «Князь» и «Княгиня».
В 1867 году был введен в эксплуатацию построенный на заводе Андерсона и Самюда большой пассажирский пароход «Государь», а в 1869 г. однотипный с ним пароход «Государыня», построенный на том же заводе.
В течение 1870-х годов общество не построило ни одного парохода, а в начале 1880-х, испытывая трудности в области организации грузовых перевозок, вследствие большой конкуренции со стороны других пароходств, особенно усилившейся вследствие неблагоприятных внешних обстоятельств (неурожай в Поволжье и мелководье) сократило свой буксирный флот и основное своё внимание обратило на пассажирские перевозки.
В 1883 году за границей обществом был построен пароход «Императрица».
В 1884 году флот общества «По Волге» состоял из 14 пароходов, в том числе 4 буксирных и 10 лёгких почтово-пассажирских для срочного сообщение между Нижним Новгородом и Астраханью.
В 1890-е годы были построены на Сормовском заводе 5 новых однотипных судов: «Князь» и «Княгиня», «Императрица», «Император Николай II» и «Императрица Александра».
В 1901—1902 годах общество построило пароход «Самодержец» и пароход «Крестьянка».
В 1902 году флот общества «По Волге» состоял из 18 пассажирских пароходов, четырёх буксирных пароходов: «Волга», «Самсон», «Геркулес» и «Жуковский затон», одиннадцати барж.
В 1904 году общество заказало Сормовскому заводу сразу четыре однотипных парохода: «Княжна», «Боярышня», «Дворянка» и «Гражданка», а также пароход «Граф».
В 1909 году были построены однотипные с «Графом» пароходы «Графиня» и «Гражданин».
В 1912 году по заказу общества в Сормове построили два парохода — «Баян» и «Витязь». Это были последние суда, построенные для общества — через пару лет оно прекратило своё самостоятельное существование, фактически перейдя под контроль общества «Мазут», хотя несколько лет пассажирские перевозки ещё осуществлялись под этой маркой.
К моменту национализации речного флота в 1918 году общество «По Волге» имело в своем составе 20 пароходов.

## Руководители общества
С марта 1916 по 8(21) ноября 1917 директором-распорядителем общества был Марк Тимофеевич Елизаров